# Albertslund (municipio)

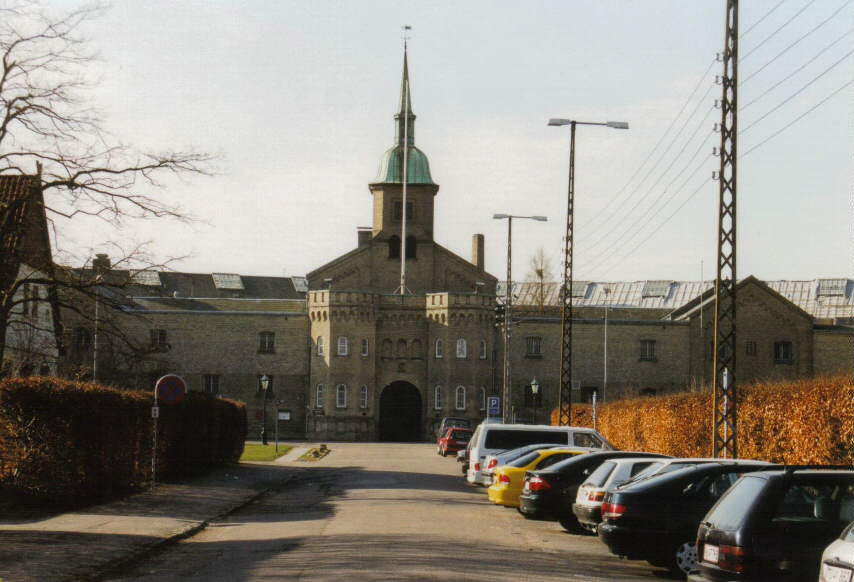
La prisión de Albertslund.

El municipio de Albertslund es un municipio de Dinamarca situado en la región de Hovedstaden, en el área metropolitana de Copenhague. Tiene una población de 27.602 habitantes (2008) en un área de 23 km², entre la cual destaca el colectivo inmigrante, principalmente procedente del África subsahariana, el subcontinente indio y Asia oriental. La ciudad limita con Glostrup al este, Ballerup y Egedal al norte, Høje-Taastrup al oeste, y Vallensbæk y Brøndby por el sur.
El actual alcalde es Finn Aaberg, de los socialdemócratas, partido que tiene 11 de los 21 concejales de la ciudad. Uno de los principales problemas de la ciudad es la inseguiridad ciudadana.